# 美国弗拉格号军舰
美国弗拉格号军舰是在漫画《特种部队：一个真正的美国英雄》中出现的一艘美国海军尼米兹级核动力航空母舰。它是漫画中的特种部队海上出行的主要交通工具，以部队原先的指挥官弗拉格将军（曾在格斗中被眼镜蛇组织谋害）的名字命名。

## 分类
这艘船的美国海军通用舰船分类符号经常被误认为CV-66，但实际上它的代号是CVN-99。

## 外部連結
- USS Flagg （页面存档备份，存于） at JMM's G.I. Joe Comics Home Page
- USS Flagg （页面存档备份，存于） at YOJOE.com